# 日韓国交断絶国民大行進
日韓国交断絶国民大行進（にっかんこっこうだんぜつこくみんだいこうしん）とは日本国内で行われていた反韓デモの一つ。別名日韓断交デモ。

## 概要
これは2012年より全国に支部を置く「日韓断交共闘委員会」という団体によって実施されており、日本と韓国の国交断絶や在日韓国・朝鮮人の追放、竹島の返還を目的として実施されている。なお、この団体はチーム関西と同様の複数の行動する保守・右翼団体が連合して結成された団体であり、実施している活動の現場責任者は桜井誠などといった他の団体との掛け持ちである。